# Nationalromantik

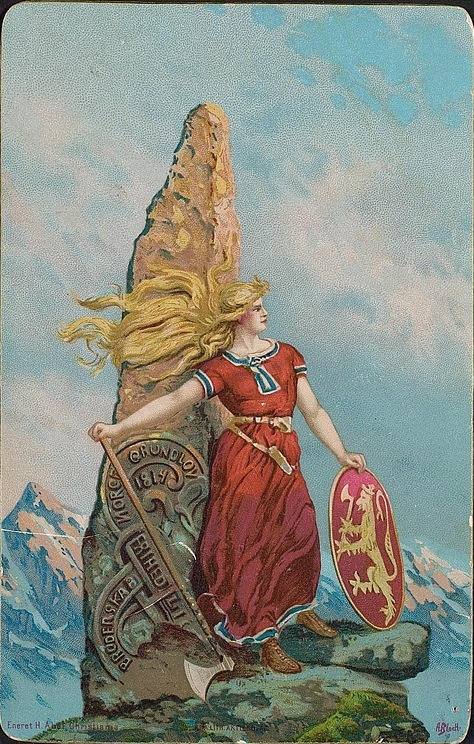
Nationalromantische Darstellung auf einer Postkarte von Andreas Bloch, 1905: Eine mit dem Rücken an einem Runenstein stehende Wikingerin auf einer Bergspitze hält in der Rechten die Streitaxt, das Symbol von Olav II. Haraldsson, und in der Linken einen Schild mit dem norwegischen Königswappen.

Als Nationalromantik oder romantischer Nationalismus werden kulturelle und politische Strömungen bezeichnet, die romantische Deutungsmuster, Ausdrücke und Bilder für geschichtliche und politische Prozesse sowie für die Identität der sich als Nation verstehenden Gesellschaft anbieten.

## Ursprung
Die Nationalromantik in ihrer modernen Form entsteht nach der Französischen Revolution. Speziell in Deutschland wandte sie sich gegen die Auflösung des Reichs in teils mit Frankreich kooperierende Teilstaaten und versuchte am Gedanken einer ursprünglichen, unteilbaren, staatsunabhängigen Nation festzuhalten. Wichtige Impulse lieferten Jean Jacques Rousseau sowie Johann Gottfried Herder mit seinem durchaus aufklärerischen Ursprungsdenken, das die gegenwärtige zersplitterte Vielfalt stets auf ursprüngliche Einheiten zurückzuführen suchte. Damit richtete sich der Blick auf die bis dahin stigmatisierte deutsche Frühzeit und das europäische Mittelalter. Auch in Hegels Philosophie spielte der romantische Nationalismus eine Schlüsselrolle: Hegel argumentierte, dass es einen Zeitgeist („der Geist seiner Zeit“) gebe, der ein bestimmtes Volk zu einer bestimmten Zeit bewohne und sich in dessen Kunst und Lebensformen ausdrücke.
Die Nationalromantik basiert so auf der Vorstellung, dass sich Nationen durch ihre Kultur definieren. Es handelt sich meist um einen primär kulturellen, nicht politischen oder ethnischen Nationalismus. In einigen Ländern wurde die Nationalromantik jedoch zur literarisch-philosophisch-politischen Sammelbewegung für die Erringung nationaler Souveränität, so z. B. in den Befreiungskämpfen Lateinamerikas.

## Nationalromantik in Europa
In der Zeit der Aufklärung hatte der Naturphilosoph Jean-Jacques Rousseau in seiner Schrift Du contract social das Konzept eines Volks als Gesamtheit der Mitglieder eines Staates und als Urheber seiner Gesetze entwickelt. Demgegenüber verstand Johann Gottfried Herder das Volk als Gemeinschaft durch Sprache, Seele und Charakter. Hieran knüpften die Romantiker an und sahen im Volk den Träger einer ursprünglichen Kultur, die einen Nationalcharakter bestimme. Ein erwachendes Interesse für Ethnographie und Nationalgeschichte begleitete diesen Prozess. Auftrieb erhielt die Nationalromantik in Deutschland dann vor allem durch die vor- und frühgeschichtlichen Funde seit den 1830er Jahren, die zur Entwicklung eines romantisch-kriegerischen Bildes der Germanen führte. Nach 1871 erfuhr die germanische Vorzeit eine weitere Aufwertung und Monumentalisierung, der mit dem intensiven Germanendiskurs in Nordwesteuropa korrespondierte. Die germanische Bronzezeit trat in Deutschland und Skandinavien als kultureller Identifikationsanker an die Stelle der Antike oder zumindest in Konkurrenz zu ihr. Darin kann man eine völkisch-tribalistische Reaktion auf die rasante Modernisierung und Industrialisierung erkennen, die in die völkische Bewegung mündete.
Der Philhellenismus der 1820er Jahre stellte eine frühe europäische nationalromantische Bewegung dar. Das Jahr 1848 bezeichnet dann den Beginn nationalromantischer Bewegungen in Europa, vor allem in geteilten Regionen wie Italien (Giuseppe Verdi) oder multinationalen Staaten wie dem Österreichischen Reich. Bereits zuvor kann der Ungar Károly Kisfaludy als Vertreter einer nationalen Romantik gelten. In Schottland entstand eine nationalromantische Bewegung als Reaktion auf die Unterdrückung der als rückständig angesehenen Highlandkultur und der gälischen Sprache. Die katalanische Renaixença mit ihrer Orientierung am Mittelalter entstand während des industriellen Aufschwungs Kataloniens, der im scharfen Kontrast zum kulturellen Niedergang seit dem 17. Jahrhundert und zur dauernden Bevormundung durch den spanischen Zentralstaat stand. Allerdings suchte diese Bewegung im Unterschied zur eher provinziellen schottischen Nationalromantik den Anschluss an Europa, vor allem an Frankreich.

## Architektur und Denkmäler

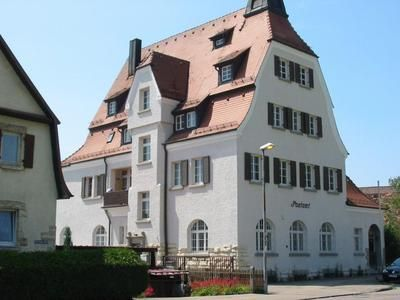
Das ehemalige Postamt in Neresheim (1911), ein Beispiel der deutschen Heimatschutzarchitektur

Häufig fanden nationalromantische Motive bei dem Entwurf von Nationaldenkmälern und bei der Ausgestaltung von öffentlichen und sakralen Gebäuden im 19. und frühen 20. Jahrhundert Verwendung. Dazu gehört z. B. das Nationaldenkmal für die Befreiungskriege auf dem Kreuzberg bei Berlin oder die Auferstehungskirche in Sankt Petersburg. Viele dieser Denkmäler wirken heute skurril oder kitschig. Als Beispiele dienen das Hermanns- und das Niederwalddenkmal.
In der Architektur zeigt sich die Suche nach einem bewusst nationalen Architekturstil in Ungarn, etwa bei Frederick Feszl, Ödön Lechner und Karoly Kós. Die Heimatschutzarchitektur des deutschsprachigen Europa ist ein ähnliches Phänomen.

## Malerei
Die Nationalromantik ist ein gesamteuropäisches, aber auch z. B. lateinamerikanisches Phänomen. Daher gibt es Gemälde mit nationalromantischen Motiven in allen europäischen Ländern, in Lateinamerika und auch in den USA, etwa Die Freiheit führt das Volk des französischen Malers Eugène Delacroix, Westward the course of empire takes its way des US-amerikanischen Malers Emanuel Leutze oder Germania auf der Wacht am Rhein des deutschen Malers Lorenz Clasen.

## Musik

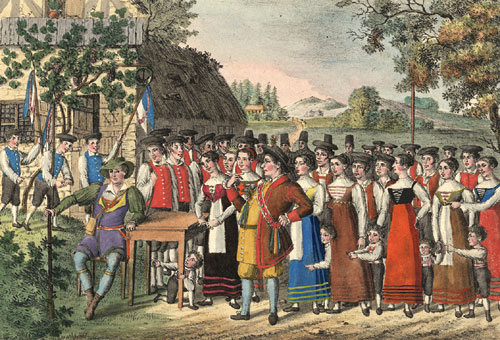
Lithographie zu einer Aufführung der „deutschen Nationaloper“ Der Freischütz von Carl-Maria von Weber (um 1822)

Auch in der Musik vieler Länder finden sich nationalromantische Strömungen, die sich gegen klassische Vorbilder und den Akademismus wenden, so in Deutschland (Carl Maria von Weber), Norwegen (Edvard Grieg), Finnland (Jean Sibelius), Russland (Michail Glinka, Alexander Porfirjewitsch Borodin, Modest Petrowitsch Mussorgski), Polen (Stanisław Moniuszko), Tschechien (Bedřich Smetana), Italien (Giuseppe Verdis Oper Nabucco, 1842) oder Spanien (Isaac Albéniz, Manuel de Falla).

## Sprache und Literatur
Eine wichtige Rolle für die nationalromantischen Bewegungen spielten volkstümliche Lieder und Lyrik (z. B. in Lettland und Norwegen), Volksmärchen und Legenden (in Deutschland durch die Brüder Grimm, in der Slowakei durch Ľudovít Štúr, in Russland durch Alexander Afanasjew) sowie die mündliche epische Überlieferung und die Wiederentdeckung alter Mythen. Beispiele sind die Deutsche Mythologie von Jacob Grimm 1835, die Sammlungen von Epen in Finnland und auf dem Balkan, der Mythos von Wilhelm Tell in der Schweiz, die Beowulf-Sage in England, das Rolandslied, die Verwendung von schwedischen Volkssagen durch Selma Lagerlöf usw.
Die Rehabilitation und romantische Verklärung der Volksdichtung wird von Novalis wie folgt beschrieben: Indem ich dem Gemeinen einen hohen Sinn, dem Gewöhnlichen ein geheimnisvolles Ansehn, dem Bekannten die Würde des Unbekannten, dem Endlichen einen unendlichen Schein gebe, so romantisiere ich es.
So ist Heinrich von Kleists Drama Hermannsschlacht (1808) ein frühes Beispiel für die Orientierung einer deutschen nationalromantischen Literatur an der zuvor als barbarisch verschrienen germanischen Vorzeit. Die polnische Legende von Pan Twardowski wurde im 19. Jahrhundert mehrfach literarisch gestaltet (u. a. von Adam Mickiewicz) und vertont. Die auf Melodie und Stimmung ukrainischer Volkslieder gründende Lyrik Taras Schewtschenkos wurde zum Kristallisationspunkt der ukrainischen Nationalromantik.
In vielen Ländern spielten Bewegungen der „Sprachreinigung“ eine wichtige Rolle, also der Wiederbelebung und Bereinigung der Volkssprache von fremdsprachlichen Anteilen. Diese erfolgte aus Angst vor Überfremdung und aus der begründeten Furcht, dass die Sprachen kleiner Nationen vom Aussterben bedroht sein oder durch Dominanz der Sprache der herrschenden Schichten oder Ethnien (z. B. durch Russifizierung) im Alltag verdrängt werden könnten. Das gilt für die Verdrängung der Volkssprache in Finnland durch das Schwedische, in Island und Norwegen durch das Dänische, in Estland durch das Russische, in Lettland und Tschechien durch die deutsche Sprache, in Katalonien durch das Castellano usw. In vielen sich neu konstituierenden Nationen wurde seit Ende des 19. Jahrhunderts der besonders in den Großreichen der Habsburger und des Zarenreichs verbreitete „soziale Bilingualismus“ durch Maßnahmen der „Sprachreinigung“ zurückgedrängt: In Litauen beispielsweise ersetzte Simonas Daukantas polnische durch litauische Sprachstämme, in Lettland wurde die deutsche Sprache der deutsch-baltischen Elite zurückgedrängt, in der Tschechoslowakei das Deutsche, in Norwegen die vom Dänischen beeinflusste Verwaltungssprache (Riksmål) durch das leicht modernisierte Bokmål und das auf Dialekten basierende Nynorsk.

## Besonderheiten der skandinavischen Nationalromantik

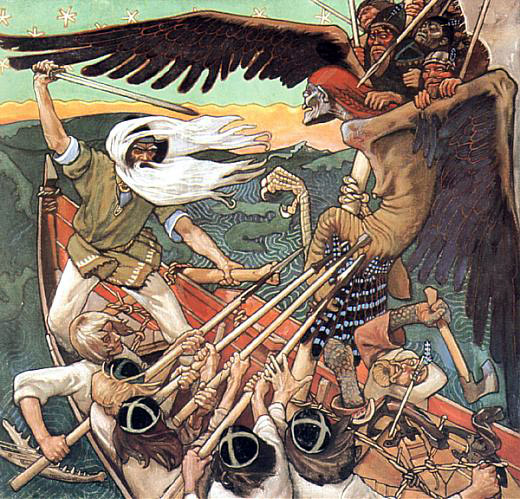
Die Verteidigung des Sampo (1896)

In Skandinavien wird mit dem Begriff Nationalromantik eine spezielle Richtung der Kulturpolitik, der Architektur, Literatur und Malerei im 19. und frühen 20. Jahrhundert bezeichnet, die Elemente der Volkskunst, der Arts-and-Crafts-Bewegung, des französischen Symbolismus und des Jugendstils aufnahm. Eine Besonderheit der künstlerischen Entwicklung in Nordeuropa ist die enge Verbindung zwischen Architektur, bildender Kunst und Design, die europaweit wegweisend war und bis heute nachwirkt. 
Wichtige Maler der norwegischen Nationalromantik waren Hans Fredrik Gude, Adolph Tidemand und Johan Fredrik Eckersberg, sämtlich Schüler der Düsseldorfer Malerschule. Ein Vertreter der gegenüber dem übrigen Skandinavien verspäteten finnischen nationalromantischen Malerei mit mythologischen Themen aus dem Nationalepos Kalevala war Akseli Gallen-Kallela, also paradoxerweise ein Vertreter der schwedischsprachigen Elite, die sich vom früheren Mutterland Schweden emanzipieren wollte, was typisch für die gesamte finnische Nationalromantik ist. Dort und in Norwegen stand die Nationalromantik in Zusammenhang mit dem Streben nach einem eigenen Nationalstaat, das 1905 bzw. 1917 erfolgreich war. 

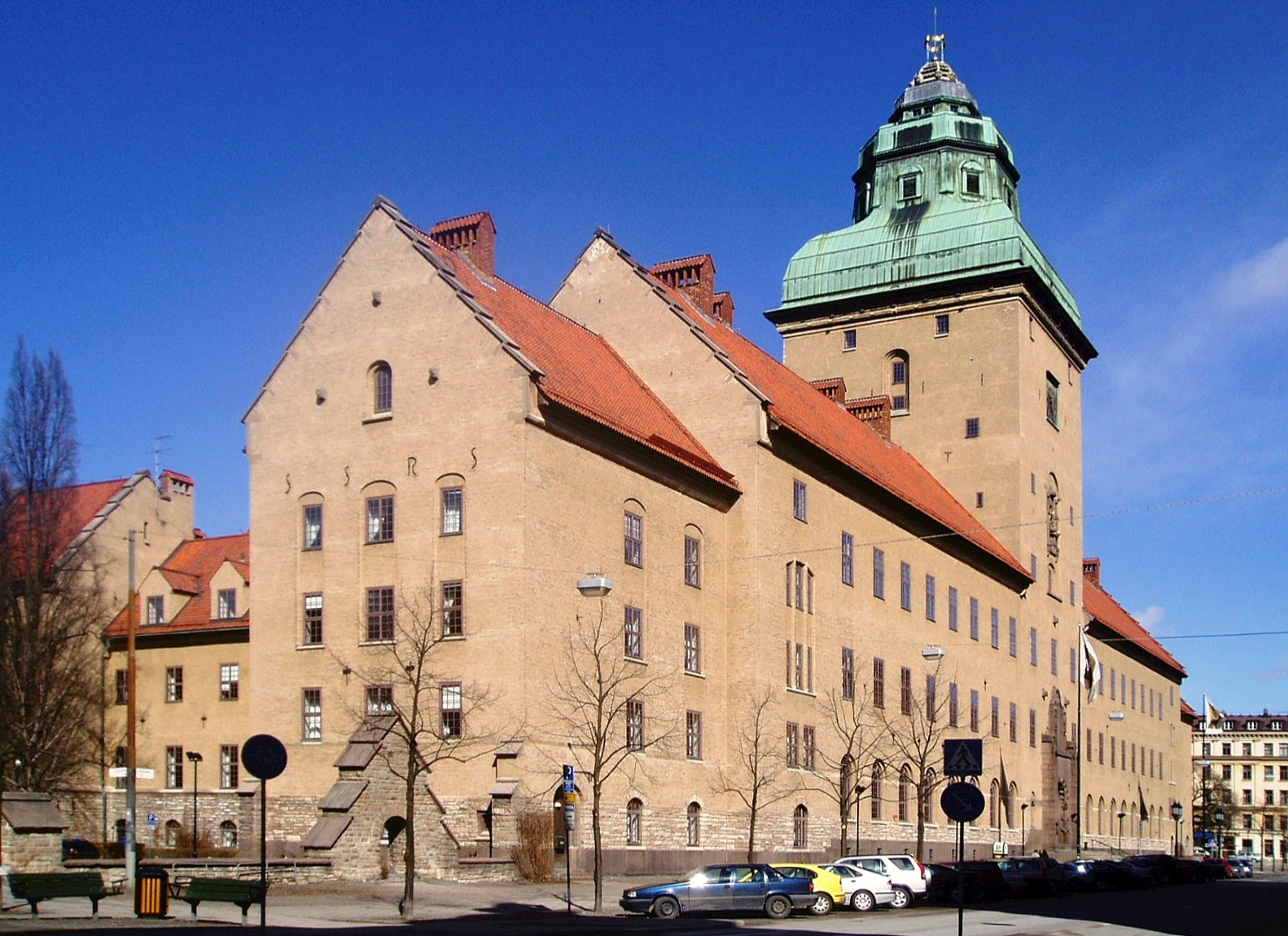
Stockholmer Amtshaus von Carl Westman, erbaut 1909–1915

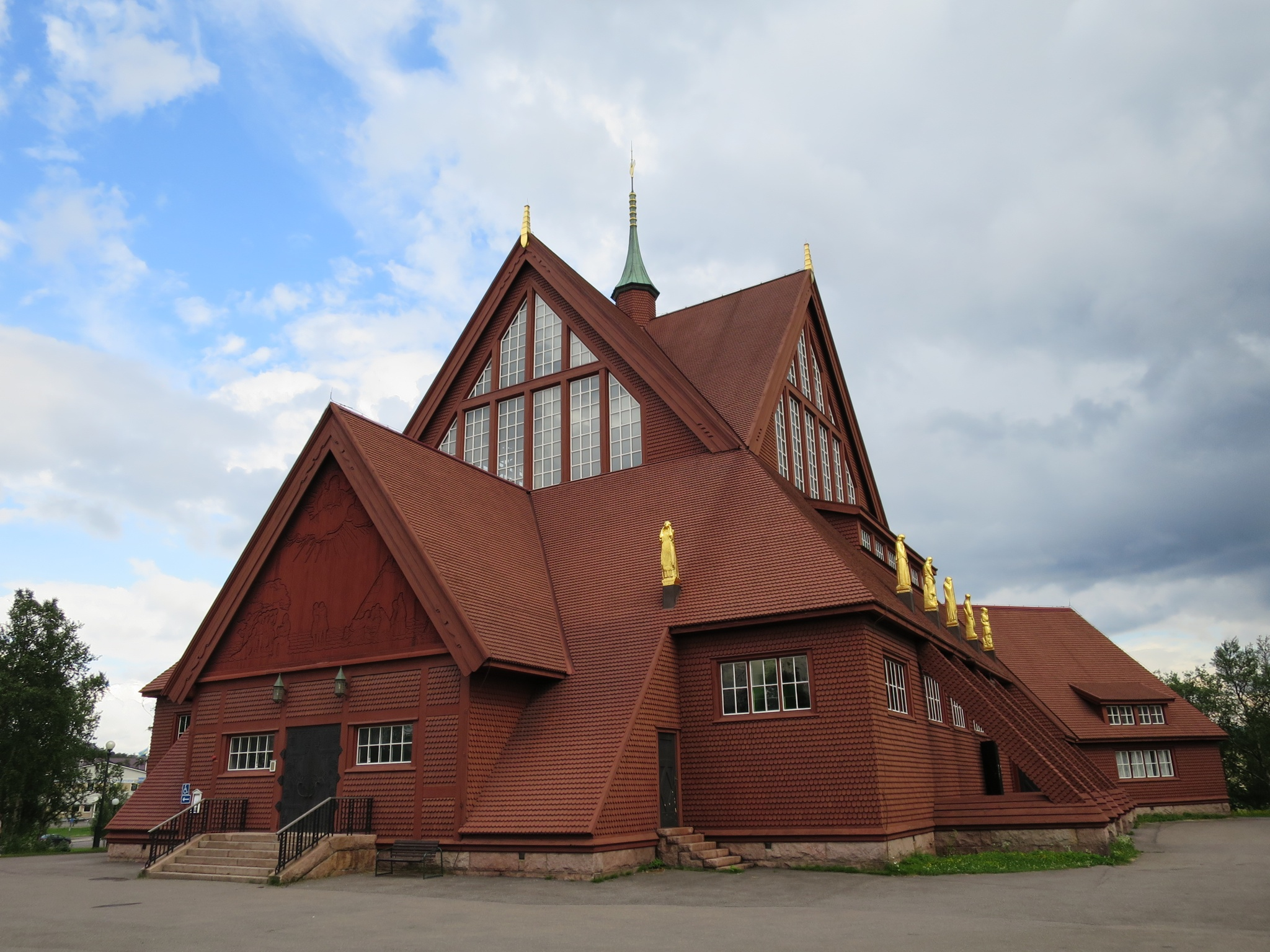
Kirche von Kiruna von Gustaf Wickman, erbaut 1909–1912

Die Besinnung auf nationale Traditionen war in Skandinavien mit dem Bauen mit Holz und Ziegeln, aber auch mit dem Streben nach Monumentalität und Vereinfachung der Formen verknüpft. Die gilt auch für die stark eklektische schwedische Nationalromantik in der Architektur, die Einflüsse des Jugendstils, des Barocks und der Arts-and-Craft-Bewegung und der lokalen Holzarchitektur zeigt. Seine Vertreter sind u. a. Gustaf Wickman und Carl Westman. Gustaf Wickmans Kirche von Kiruna (1903–1912), die von Sigfrid Ericson entworfene Masthuggskirche (Göteborg) (1910–1914) und vor allem Ragnar Östbergs Stockholmer Amtshaus (1911–1923) sowie die Engelbrektskyrkan (1910–1914) in Stockholm-Östermalm und die Uppenbarelsekyrkan in Saltsjöbaden gelten als Beispiele der Nationalromantik, in Finnland ist es das Werk von Eliel Saarinen, vor allem sein Hauptbahnhof Helsinki. Das Rathaus von Oslo hat aufgrund seiner etwa 35-jährigen Planungsgeschichte (Fertigstellung 1950) äußerlich eine eher funktionalistische Formensprache angenommen, zeigt aber deutliche Elemente der Nationalromantik in der Gestaltung der Innenräume. Farbigkeit und Vereinfachung der Formen der skandinavischen Nationalromantik verweisen jedoch auf die Moderne.
- Siehe auch: Norwegische Nationalromantik